# Nudinits

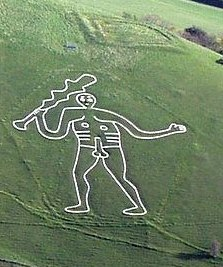
Nudinits speelt in het gemoedelijke dorpje Woolly Bush. Op een heuvel in de buurt is een kalkfiguur die sterk lijkt op de reus van Cerne Abbas.

Nudinits is een Britse animatieserie voor televisie, gemaakt door Sarah Simi.
Bijna alles wat in beeld komt - personen, dieren, gebouwen, meubels en andere voorwerpen - is gemaakt van gebreide wol. Dit was zeer tijdrovend. De animatie is gemaakt met stop-motion, wat ook zeer tijdrovend is. Het maken van de eerste aflevering duurde twee jaar.
De serie vertelt over de dagelijkse beslommeringen van de bewoners van een Brits dorp. Alle personen zijn naakt, dat wil zeggen dat ze geen kleren dragen over de gebreide lichamen. Er komen vrij veel seksuele toespelingen voor. Het verhaal is echter niet seksueel getint.

## Afleveringen
- Tickled pink (2014)
- The abominaball snowman (2016)